# Sialema
Sialema is een bestuurslaag in het regentschap Nias Selatan van de provincie Noord-Sumatra, Indonesië. Sialema telt 632 inwoners (volkstelling 2010).